# St. Martinus (Haren)

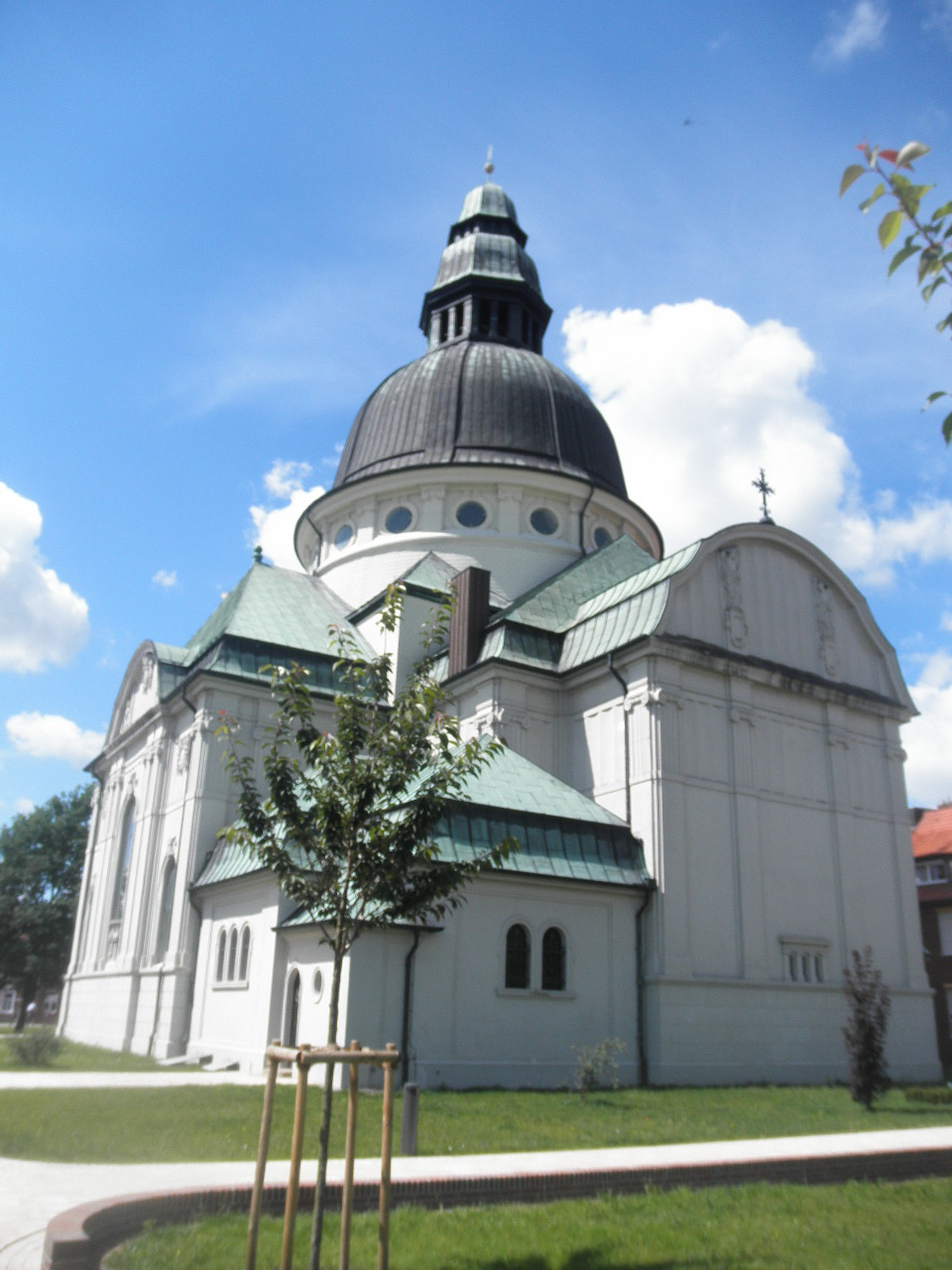
Außenansicht

Die Pfarrkirche Sankt Martinus in Haren, auch Emsland-Dom genannt, wurde von 1908 bis 1911 von Ludwig Becker erbaut und am 14. September 1911 geweiht. Sie gilt als Wahrzeichen der Stadt.

## Kirchenbau

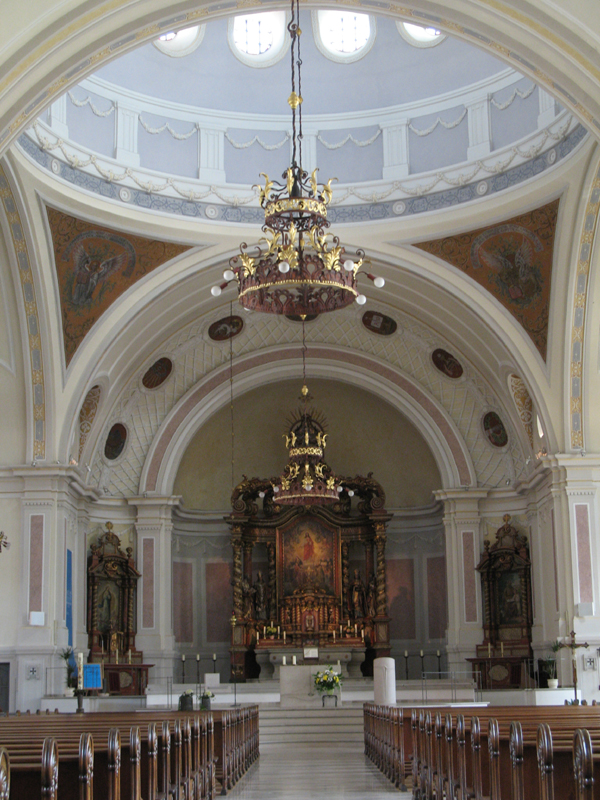
Innenraum mit Kuppel

Die Kirche steht auf dem Platz einer im Mittelalter erbauten Kirche, die 1853/1854 durch eine neuromanische Kirche ersetzt wurde. Von dieser Kirche sind der Glockenturm mit drei Glocken, gegossen in den Jahren 1510, 1650 und 1921, und die dem Barockstil des Neubaus angepassten Seitenmauern erhalten.
Das ursprüngliche dreischiffige Langhaus der alten Kirche wurde in eine 15 Meter breite Halle umgewandelt. Der Innenraum ist von einem 15 Meter hohen Tonnengewölbe überdacht, das Gleiche gilt für Querschiff und Hochchor. Das Kuppelgewölbe erreicht eine Höhe von 27 Metern. Die innere Länge der Kirche (ohne Turm) beträgt 58,75 Meter. Das Querschiff erreicht eine Breite von 29,95 Meter und hat eine Länge von 15,05 Meter. Die mächtige Kuppel hat eine Höhe von 58 Metern und verjüngt sich nach oben zu zwei Laternen. Im Innenraum stehen etwa 800 Sitzplätze zur Verfügung.
Die Hauptspender des Kirchenbaus waren die Textilunternehmer Henri und Stefan Esders. Sie versprachen, sofern sie die Goldene Hochzeit ihrer Eltern erleben sollten, eine große Summe für karitative Zwecke zu spenden. Nachdem die Eltern tatsächlich ihre Goldene Hochzeit in Haren feiern konnten, spendeten die Brüder zusammen 110.000 Mark – knapp die Hälfte der Baukosten. Ihnen zu Ehren befinden sich auf den Hauptfenstern in beiden Seitenschiffen je ein Abbild der Steinigung des heiligen Stephanus bzw. ein Abbild des heiligen Heinrichs.
Am 24. Juni 1965, dem Johannistag, entstand bei Reparaturarbeiten (Schweißarbeiten an der Eisenleiter zur Plattform) in der Kuppel ein Feuer, das in der Mittagspause unbemerkt um sich griff. Die beiden Laternen brannten ab. Im Folgejahr wurden die beiden neuen Laternen aufgesetzt, und zwar – einer Anregung des damaligen Pfarrers, Gerhard Silies, folgend – mit einem Oranten, der Figur eines Betenden mit erhobenen Händen, auf der Spitze.
2011 beging die Kirchengemeinde St. Martinus Haren (Ems) das hundertjährige Kirchweihfest. Vom 14. bis 18. September 2011 fand eine halbe Festwoche statt. Anlässlich dieses Festes schuf der Künstler Paul Brandenburg eine Abdeckung für den Taufstein von ca. 1200.

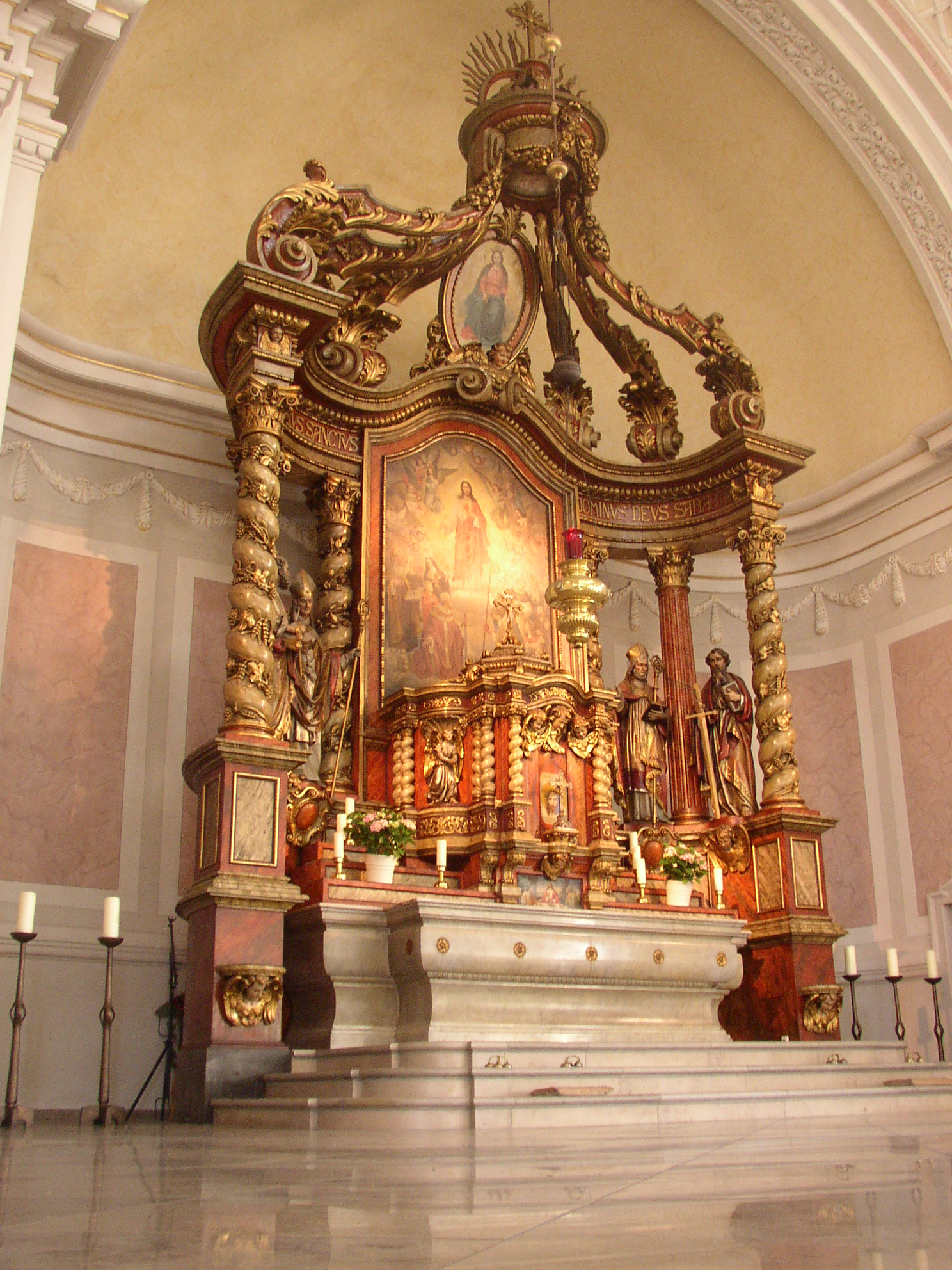
Hochaltar
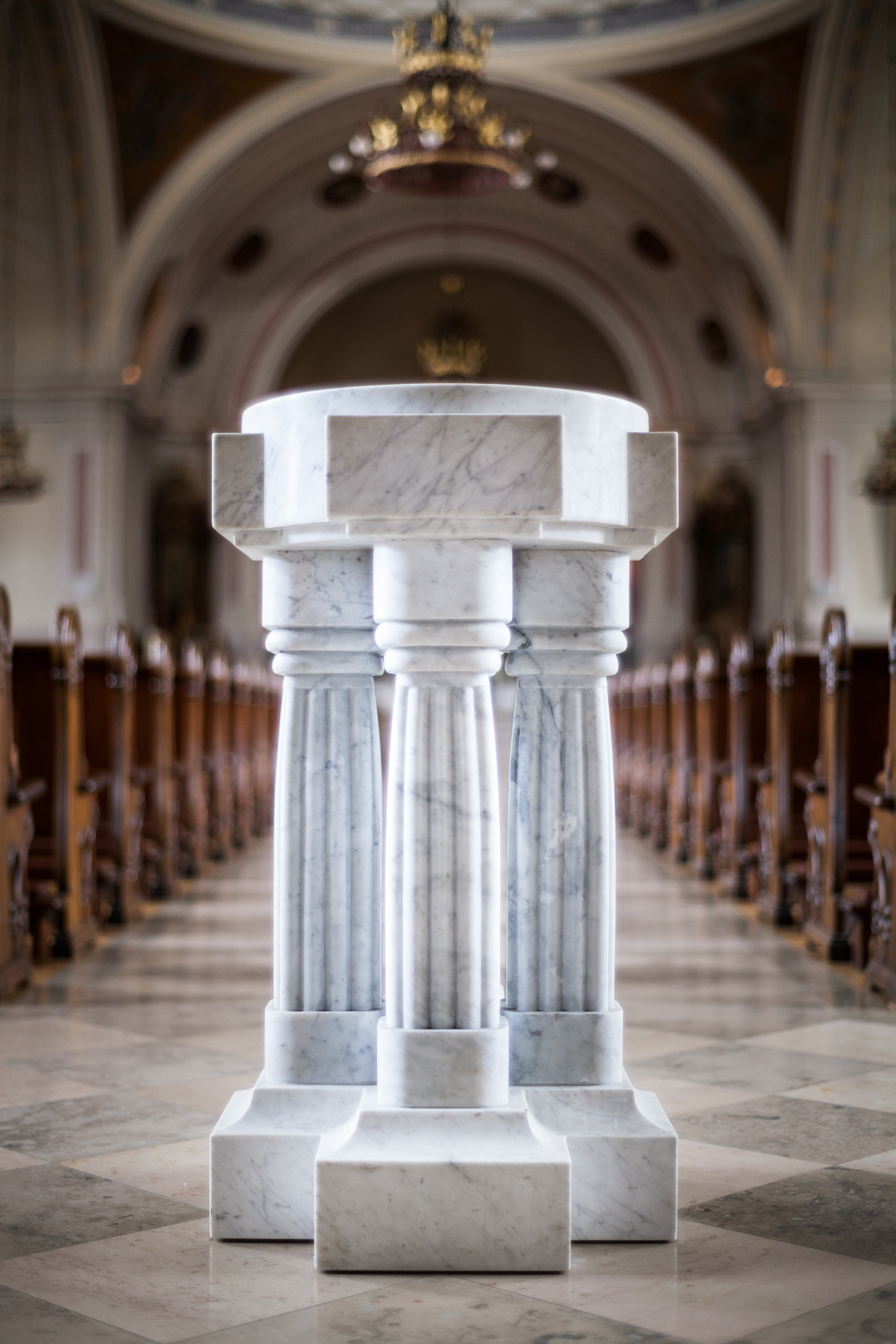
Weihwasserbecken
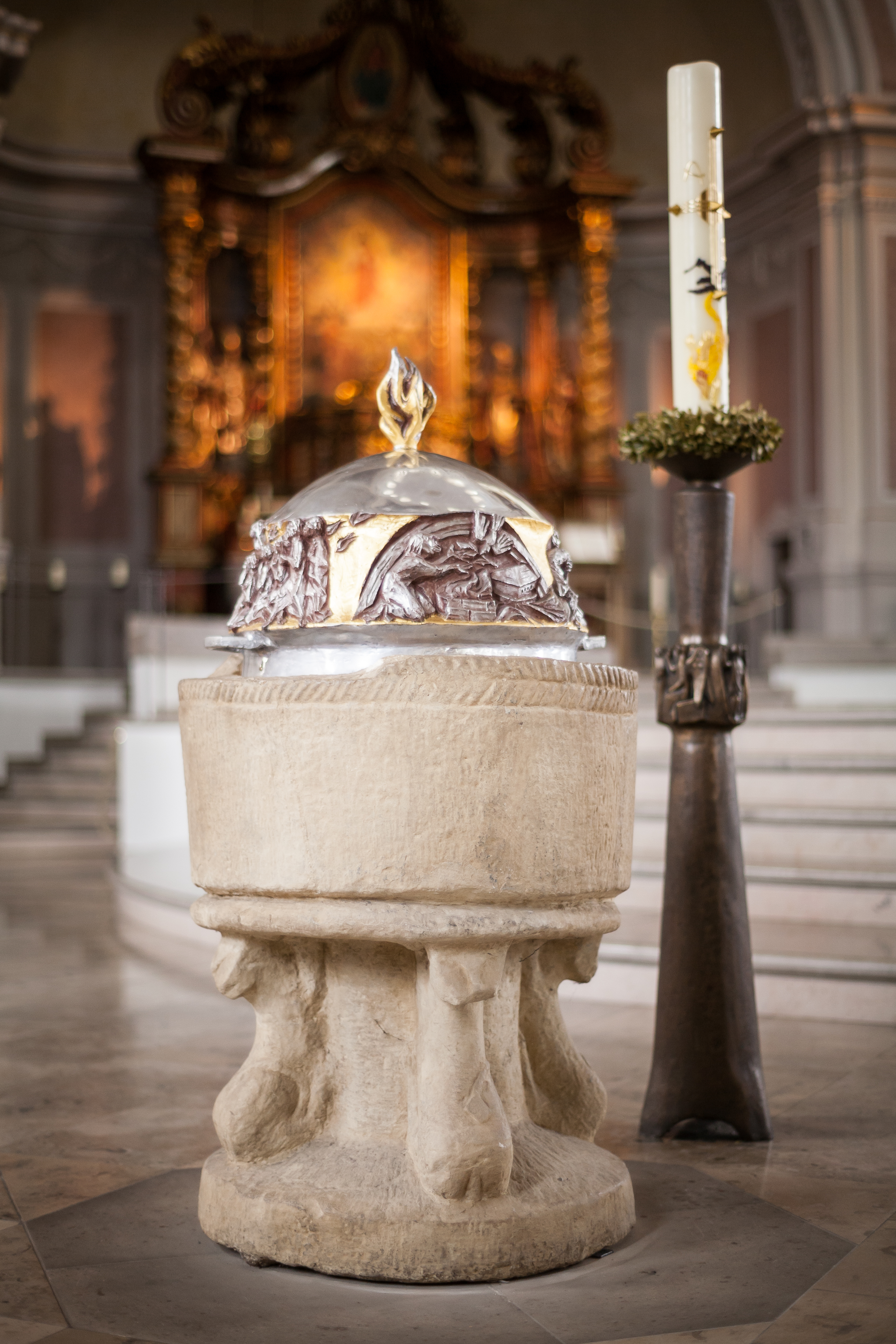
Taufbecken und Leuchter
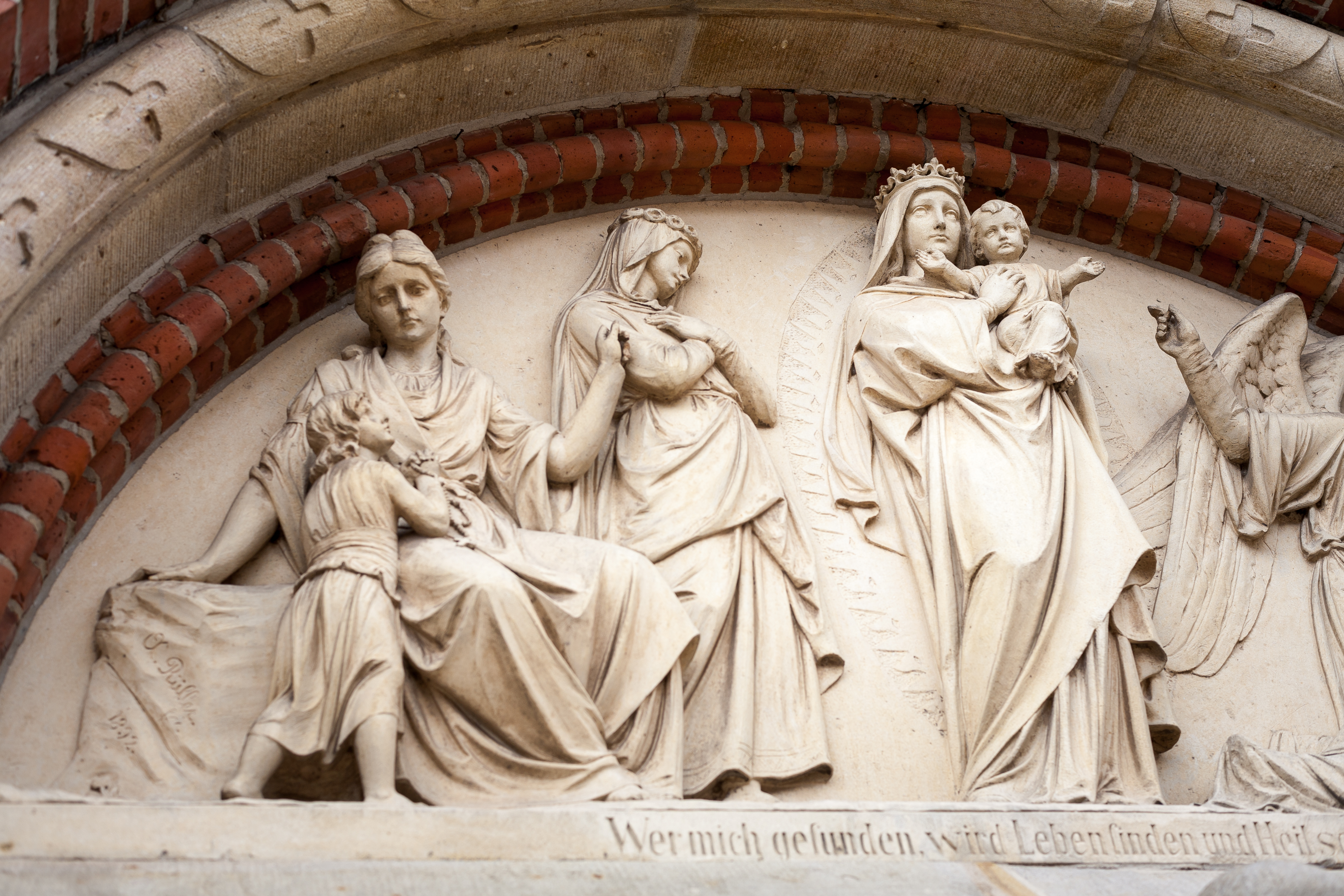
Reliefhafter Fries
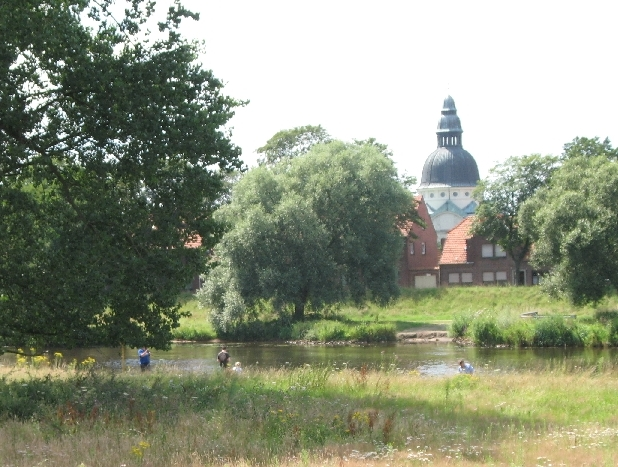
Emswiesen mit Emslanddom
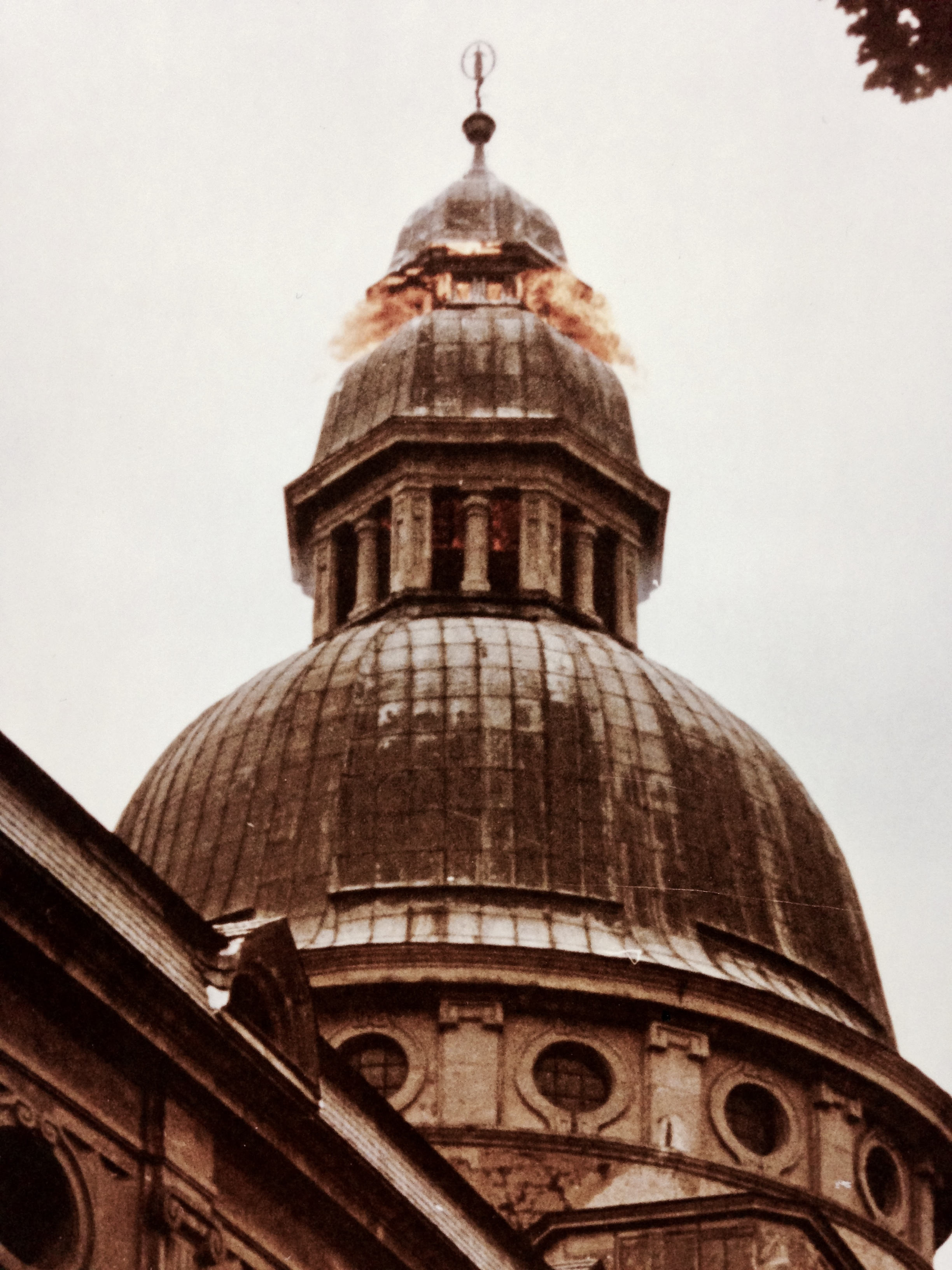
Laterne über der Kuppel in Vollbrand.
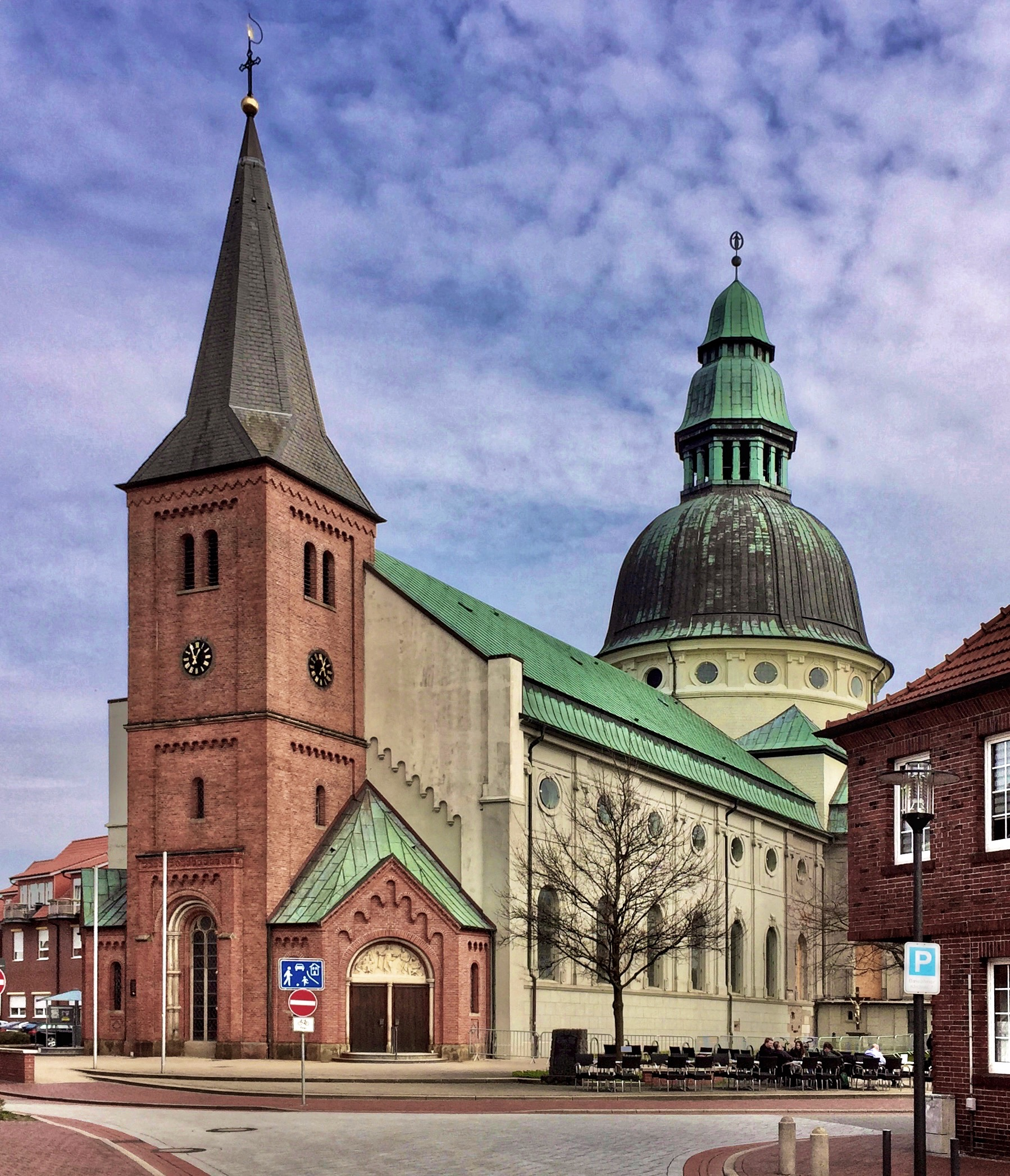
Pfarrkirche St. Martinus zu Haren (Ems) Deutschland
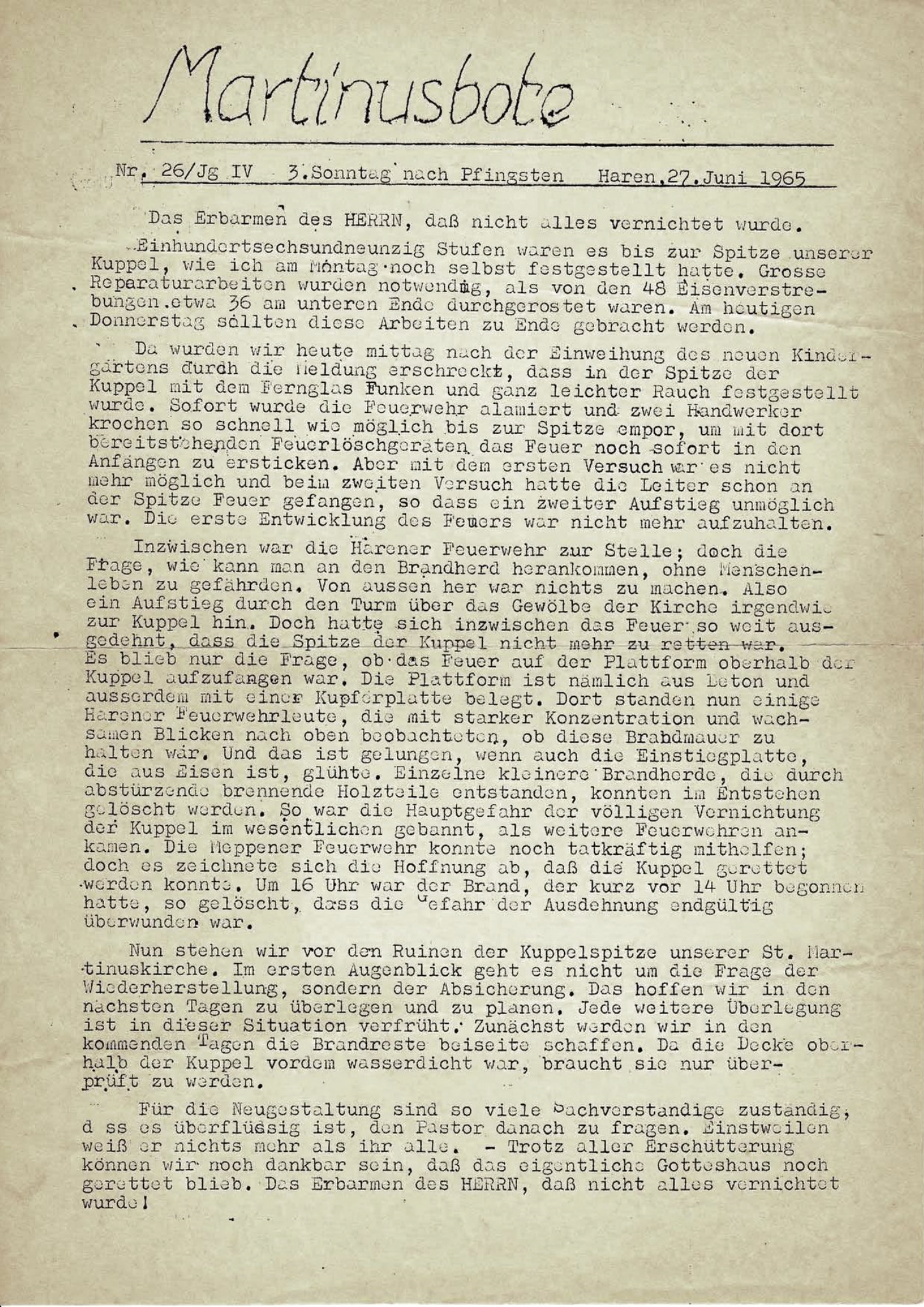
Bericht des Pastor Silies über den Brand der Kuppellaterne von St. Martinus im Juni 1965

## Orgel

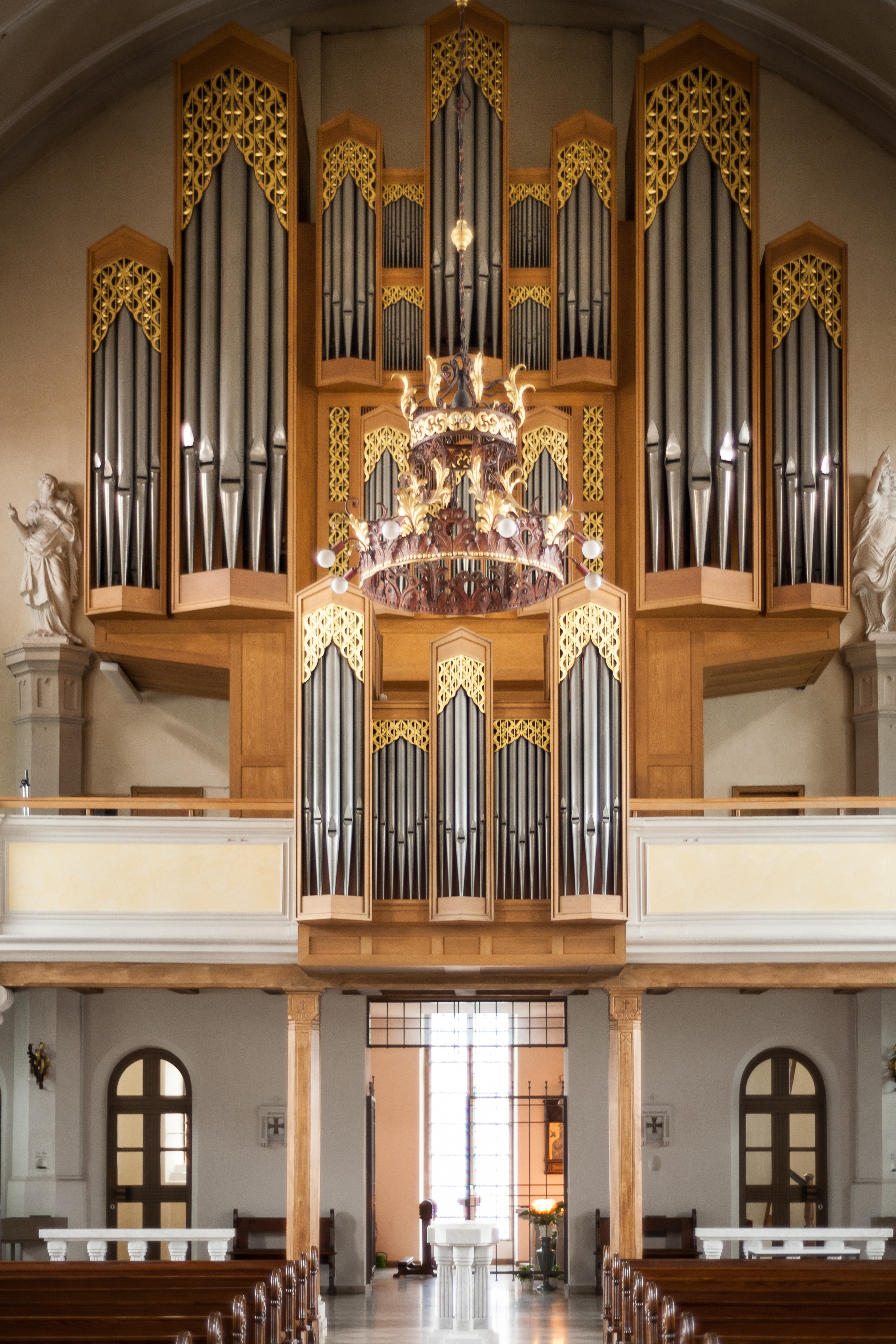
Orgelprospekt mit Rückpositiv

Die Orgel wurde 1970 von der Orgelbaufirma Kreienbrink erbaut. Das Schleifladen-Instrument hat 39 klingende Register (ca. 3000 Pfeifen) auf drei Manualen und Pedal.
| I Rückpositiv C–g3 |       |
| Hohlflöte          | 8′    |
| Gedackt            | 8′    |
| Prinzipal          | 4′    |
| Blockflöte         | 4′    |
| Oktave             | 2′    |
| Siftflöte          | 1 ⁄3′ |
| Sesquialter II     |       |
| Scharf IV          |       |
| Krummhorn          | 8′    |

| II Hauptwerk C–g3 |       |
| Quintade          | 16′   |
| Prinzipal         | 8′    |
| Gemshorn          | 8′    |
| Oktave            | 4′    |
| Rohrflöte         | 4′    |
| Quinte            | 2 ⁄3′ |
| Oktave            | 2′    |
| Mixtur VI         |       |
| Hellzymbel III    |       |
| Trompete          | 16′   |
| Trompete          | 8′    |

| III Schwellwerk C–g3 |     |
| Holzprinzipal        | 8′  |
| Bleigedackt          | 8′  |
| Hornprinzipal        | 4′  |
| Nachthorn            | 4′  |
| Waldflöte            | 2′  |
| Flageolett           | 1′  |
| Oberton II-III       |     |
| Kleinmixtur IV       |     |
| Fagott               | 16′ |
| Hornoboe             | 8′  |

| Pedalwerk C–f1 |     |
| Prinzipalbaß   | 16′ |
| Subbaß         | 16′ |
| Oktavbaß       | 8′  |
| Gedackt        | 8′  |
| Choralbaß      | 4′  |
| Bauernpfeife   | 2′  |
| Hintersatz V   |     |
| Posaune        | 16′ |
| Clairon        | 4′  |